# Xylotrupes australicus
Xylotrupes australicus är en skalbaggsart som beskrevs av Thomson 1859. Xylotrupes australicus ingår i släktet Xylotrupes och familjen Dynastidae. Utöver nominatformen finns också underarten X. a. darwinia.